# Lju Gang
Lju Gang (刘刚, pinjin Liú Gāng), kitajsko-ameriški računalnikar, matematik, fizik, oporečnik in borec za človekove pravice, * 30. januar 1961, Ljaojuan, Kitajska.

## Življenje in delo
Leta 1984 se Lju vpisal na univerzo v Pekingu. Po diplomi je začel delati v podjetju v mestu Ningbo. V Peking se je vrnil leta 1987 in bil eden od organizatorjev demonstracij na Trgu nebeškega miru. Leta 1991 je bil obsojen na 6 let zapora. Po izpustitvi iz zapora leta 1996 je odšel v ZDA in nadaljeval študij na univerzi Columbia v New Yorku. Magistriral je leta 1998.